# Bato I
Bato I foi o fundador e primeiro rei de Cirene, colônia grega na Líbia. Ele reinou a partir de 631 a.C., por 40 anos, e foi sucedido por seu filho Arcesilau I.